# Piera Aulagnier
Piera Aulagnier (geb. Spairani; * 19. November 1923 in Mailand; † 31. März 1990 in Paris) war eine französische Psychoanalytikerin und Psychiaterin, die auf die Arbeit mit Psychotikern spezialisiert  war.
Aulagnier verbrachte die ersten Jahre ihres Lebens mit ihren Eltern in Ägypten und studierte zunächst Medizin in Rom. 1950 ging sie nach Paris, schloss ihre psychiatrische Ausbildung ab und absolvierte von 1955 bis 1961 eine Lehranalyse bei Jacques Lacan. Ihm folgte sie 1964 in die neu gegründete Ecole freudienne de Paris, in der sie dann als Lehranalytikerin arbeitete. Fünf Jahre später verließ sie die Schule wieder nach einem Streit mit Lacan und gründete gemeinsam mit François Perrier und Jean-Paul Valabrega die Quatrième Groupe. 1967 folgte die Gründung der Zeitschrift L’Inconscient zusammen mit Conrad Stein und Jean Clavreul, zwei Jahre später die der Zeitschrift Topique. 1968 heiratete sie Cornelius Castoriadis.
Ein gängiger Vorwurf an die strukturale Psychoanalyse besagt, dass sie den Körper vergesse. Piera Aulagnier sieht die Entstehung der Phantasien und Worte eines Kindes in engem Zusammenhang mit dessen körperlichen Erfahrungen. Aufbauend auf Freuds, Lacans und Kleins Theorien hat sie eigene Begriffe wie das „Originäre“ das „Piktogramm“, die „Aussagen der Grundlegung“ (énoncés du fondement) oder den „narzisstischen Vertrag“ entwickelt, die bisher im deutschsprachigen Raum nicht systematisch rezipiert worden sind. Kein einziges ihrer Bücher ist bisher ins Deutsche übersetzt worden.

## Schriften
- mit anderen: Le désir et la perversion. Seuil, Paris 1967.
- Piera Castoriadis-Aulagnier: La violence de l'interprétation. Du pictogramme à l'énoncé. Presses universitaires de France, Paris 1975.
- Les Destins du plaisir: aliénation, amour, passion: séminaire Sainte-Anne, années 1977 et 1978. Presses universitaires de France, Paris 1979.
- L'Apprenti-historien et le maître-sorcier. Du discours identifiant au discours délirant. Presses universitaires de France, Paris 1984.
- Penser l'originaire. Voies d'entrée dans la psychose. Dunod, Paris 1992.
- Un Interprète en quête de sens. Hrsg. und Vorwort Maurice Dayan. Ramsay, Paris 1986.
- The violence of interpretation. From pictogram to statement. Übersetzt von Alan Sheridan. Brunner-Routledge, East Sussex, Philadelphia 2001 (englisch).